# Ігнатьєв Олексій Миколайович
Граф Олексі́й Микола́йович Ігна́тьєв (рос. Алексе́й Никола́евич Игна́тьев; нар.28 липня 1874, Константинополь, Османська імперія — †17 січня 1948, Ванв, Франція) — церемоніймейстер царського двору, російський офіцер, дипломат і державний діяч. Був рязанським віце-губернатором (1908—1909), подільським віце-губернатором (1909—1911) та губернатором (1911—1915), а також останнім київським губернатором (1915—1917).

## Життєпис
Походив з старовинного багатого та впливового графського роду Ігнатьєвих. Син дипломата та державного діяча Російської імперії графа Миколи Павловича Ігнатьєва та княжни Катерини Леонідівни Голіциної. Його старшими братами були: Павло — міністр народної освіти, та Микола — генерал, командир лейб-гвардії Преображенського полку.
У 1888—1893 роках навчався в III Санкт-Петербурзькій гімназії. 1897 року закінчив правничий факультет Санкт-Петербурзького університету. 25 червня того ж року поступає на службу до Першого (Азіатського) департаменту Міністерства закордонних справ Російської імперії. Служив аташе російського посольства в Константинополі (Османська імперія). Проходив військову службу (у 1898—1902 роках) в лейб-гвардії Преображенському полку. Просування у кар'єрі: 1897 рік — аташе посольства в Константинополі, 1898 рік — прапорщик Преображенського полку, 1899 рік — надано чин колезького секретаря, 1900 рік — позаштатний чиновник при посольстві у Римі, наприкінці того ж року — титулярний радник,� 1901 рік — аташе посольства в Римі, камергер, камер-юнкер, 1902 рік — другий секретар посольства у Бухаресті, 1902 рік — уманський повітовий предводитель дворянства (маршалок шляхти), 1903 рік — колезький асесор і церемонімейстер, 1905 рік — почесний мировий суддя Уманського округу. 
20 червня 1908 року отримує чин надвірного радника, 4 жовтня 1908 року — посаду віцегубернатора Рязанського.
Був подільським віце-губернатором з 14 вересня 1909 по 12 вересня 1911 р. 20 червня 1911 року отримує чин колезького радника. 12(25) вересня 1911 року призначено подільським губернатором. Перебував на цій посаді до 19 серпня 1915 року, коли його було переведено на посаду губернатора Київської губернії (19 серпня 1915—1917). Він був останнім, хто займав цю посаду в Російській імперії.
16 березня 1917 року доповідав про спокій у місті Києві та губернії, а вже 19 березня вимушен був передати усі своє повноваження голові куївської губернської земської управи  Михайлу Суковкіну
У 1915—1917 рр. входив до Ради голів Київського товариства охорони пам'ятників старовини та мистецтва.
16 травня 1917 року призначається уповноваженим (представником) Російського Червоного Хреста в Румунії. Учасник громадянської війни в Росії у складі Білої армії, перебував при армії генерала Миколи Юденича. Після поразки Білої армії емігрував у Францію, де пізніше організував у своєму будинку православну церкву та російський культурний центр.
Помер в 1948 році в Ванві. Похований на цвинтарі Сент-Женев'єв-де-Буа.

## Родина
Дружина (від 26 квітня 1900 року) — Марія Юліївна Урусова (29 листопада 1876, Санкт-Петербург — 17 лютого 1959, Касабланка, Марокко), княжна, фрейліна, донька князя Юлія Дмитровича Урусова (1841 — 13 серпня 1919), дійсного статського радника, і Ольги Іванівни Чернової (1852 — 13 серпня 1919). В шлюбі з княжною Марією Урусовою мали шестеро дітей:
- граф Микола (18.11.1902, с. Круподеринці, Бердичівський повіт, Київська губернія—02.02.1985) — одружений з графинею Олександрою Миколаївною Остен-Сакен (1909—1989). В шлюбі мали сина Миколу (нар.1937) та доньку Софію (нар.1939)
- граф Володимир (18/31.03.1904, с. Круподеринці, Бердичівський повіт, Київська губернія—27.08.1969, Рабат, Марокко) — архітектор, багатолітній голова парафіяльної асоціації «Російська Православна Церква в Марокко». Одружений з Катериною Андріївною Балашовою (нар.1905), в шлюбі мали трьох синів: Андрія (нар.1932), Миколу (1932—1933) та Олексія (1938—після 2010)
- граф Олексій на прізвисько «Чуб» (09.10.1905—08.04.1993) — проживав в Касабланці (Марокко). Одружений з Марією-Луїзою Герман (1917—1980)
- графиня Ольга (02.09.1907—08.12.1986) — одружена з Володимиром Миколаєвичем Кожиним (29.03.1890—18.05.1980)
- граф Павло (23.01.1909—18.04.1909)
- граф Леонід (10.09.1911—18.01.1974) — священник з 1947 року, правив у церкві міста Бад-Гомбург (Німеччина). Освіту здобув у Франції, проживав в Німеччині[2]. Дружина — Алла Володимирівна Іонова (22.04.1908—13.01.1984), їхні діти: Дмитрій (нар.1934) — також став священником (митрофорний протоієрей[3]), має двох доньок; Катерина (нар.1942) — в шлюбі Цурікова; Федор (нар.1944)